# 信和中心

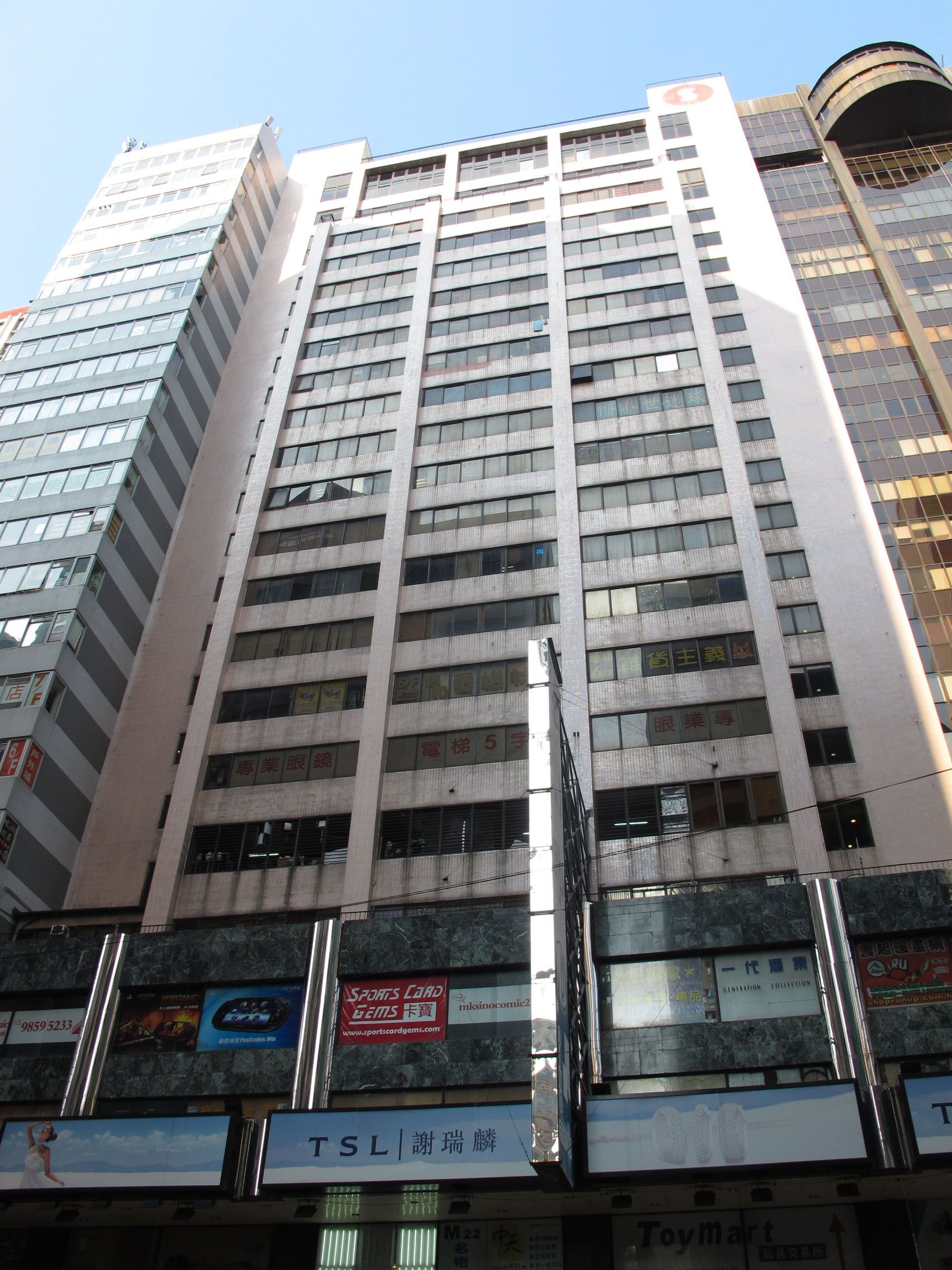
信和中心

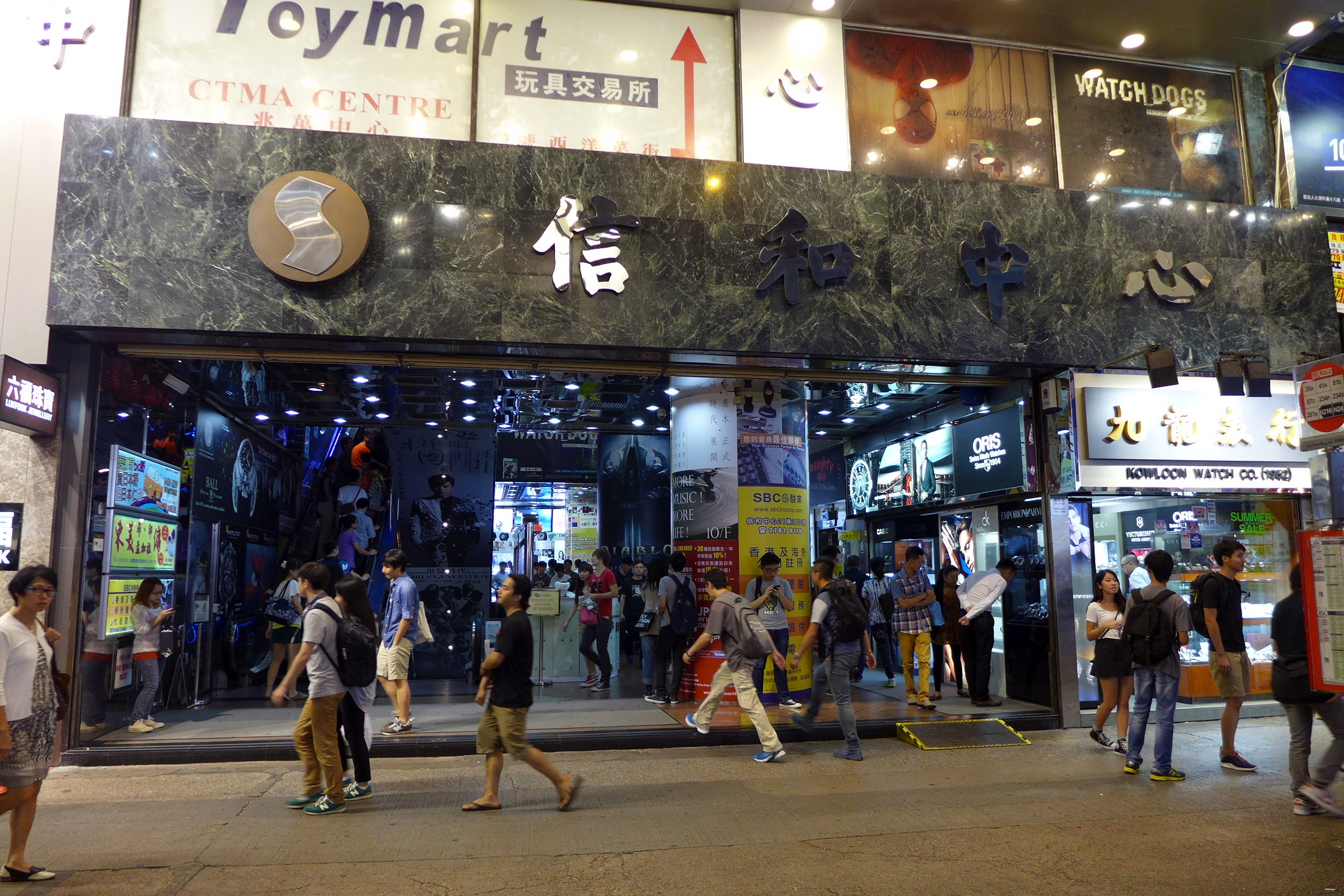
入口

信和中心（シノセンター、Sino Centre）は香港、旺角にあるショッピングセンタービル。香港随一の目抜き通りである彌敦道沿い。1979年完成。
旺角電脳中心や先達商場などの商業ビルと同様に、ビル内部は数坪程度の小さなテナントが多数入居している。

## 概要

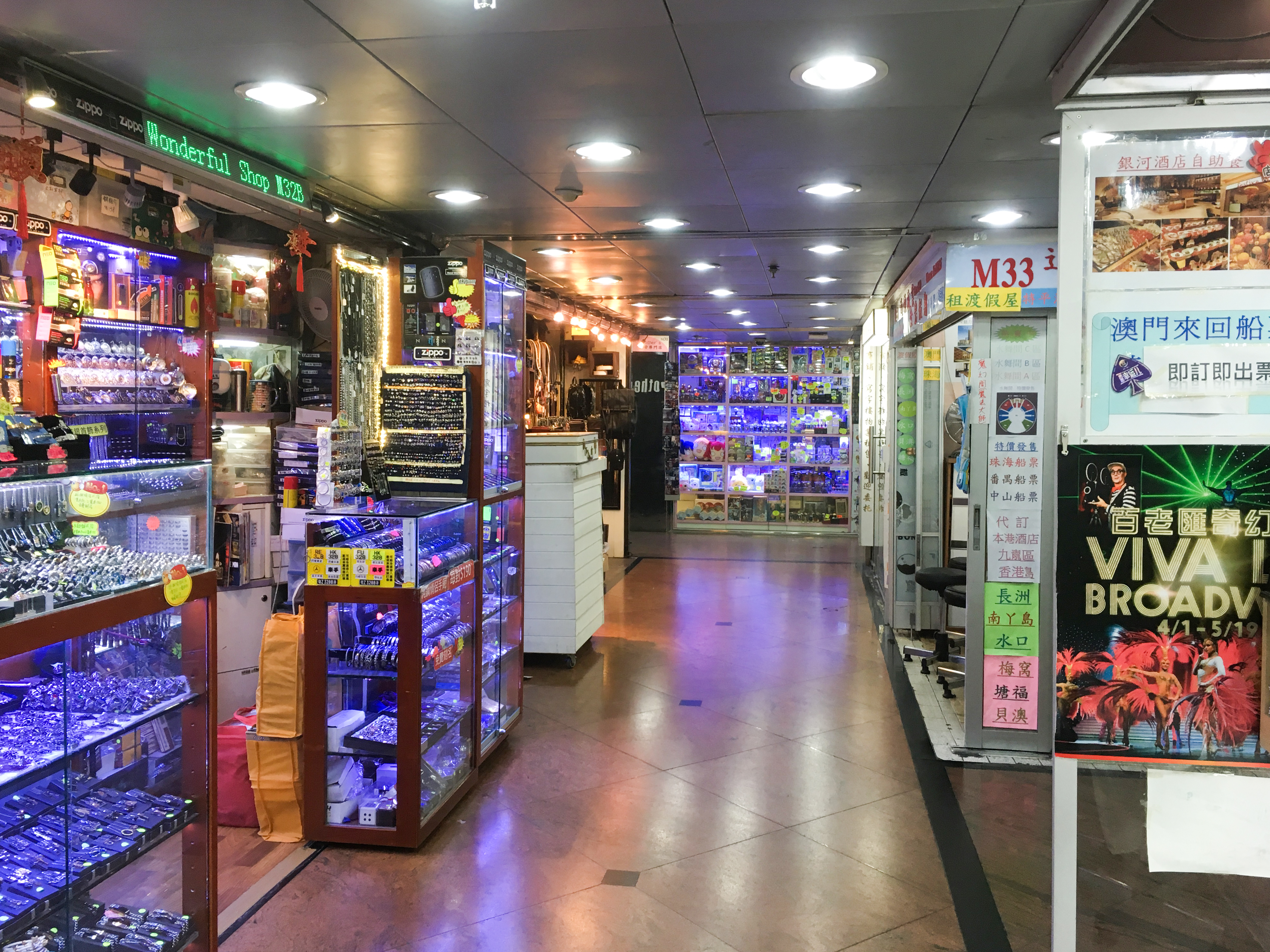
信和中心の店舗

信和中心のテナントは同人誌、ゲーム、アニメ、コミック、CD、DVD、アイドル写真集などのいわゆるオタク系サブカルチャーにほぼ特化されており、日本のアイドルやアーティスト関連のアイテムなどや日本からの輸入品、あるいは広東語に翻訳されたものを入手することができる。
取扱商品の内容から、客層のほとんどが若者であり、香港好きの日本人の間では（広東語字幕や吹き替え入り日本製アニメなどの）珍品が手に入る場所として知名度も高い。
過去、日本製ゲームソフトや、日本のテレビ番組またはアダルトビデオをVCDに収録した海賊版を販売する違法コピー業者が構えた店舗が乱立していた時期があったが、税関などによる海賊版の取締り強化や、ゲーム機本体のコピー対策強化などの影響で一掃され、信和中心でその姿を目にすることはほとんど無くなった。

## 交通
- 香港MTR ■荃湾線 ■観塘線
  - 旺角駅E2出口
  - 油麻地駅A2出口

どちらの駅で降りても徒歩3分。
- 香港MTR ■東鉄線
  - 旺角東駅B出口 徒歩8分
- 彌敦道を経由するバス。